# Phylonome (Gattin des Kyknos)
Phylonome oder Philonome (altgriechisch Φυλονόμη oder Φιλονόμη; auch Philonomia Φιλονομία ist überliefert) ist in der griechischen Mythologie die zweite Frau des Kyknos, des Königs von Kolonai in der Troas.
Phylonome war die Tochter des Tragasos oder Kragasos. Sie bezichtigte ihren Stiefsohn Tennes, dessen Liebe sie vergeblich zu gewinnen suchte, sie vergewaltigt zu haben. Ein Flötenspieler namens Eumolpos oder Molpos bezeugte dies.
Daraufhin ließ Kyknos seine beiden Kinder, Tennes und dessen Schwester Hemithea, in einem Kistchen auf dem Meer aussetzen, das sie nach der Insel Leukophrys, später Tenedos genannt, trieb. Bei Plutarch sind es die Geschwister selbst, deren Flucht sie nach Tenedos verschlug. Nachdem Kyknos die Wahrheit erfahren hatte, ließ er den Flötenspieler steinigen, seine Frau jedoch lebendig begraben. Aufgrund der mythischen Ereignisse war es Flötenspielern in historischer Zeit verboten, den heiligen Bezirk des Tennes auf Tenedos zu betreten.